# Mirga Gražinytė-Tyla
Mirga Gražinytė-Tyla (* 29. August 1986 in Vilnius, Litauische SSR) ist eine litauische Orchester-Dirigentin. 2016 erregte sie Aufsehen damit, dass sie mit nur 29 Jahren zur Chefdirigentin des City of Birmingham Symphony Orchestra ernannt wurde. 2012 schuf die Dirigentin ihren Künstlernamen, indem sie ihrem Familiennamen Gražinytė den Bindestrich nebst Tyla hinzufügte; Tyla bedeutet im Litauischen Stille, auch Ruhe oder Schweigen.

## Leben und Wirken
Mirga Gražinytė-Tyla wuchs in einer Musikerfamilie auf. Ihr Vater Romualdas Gražinis (* 1962) ist Chordirigent des Vilniusser Chors „Aidija“ und lehrt an der Musikakademie Litauens und am Priesterseminar Vilnius. Ihre Mutter Sigutė Gražinienė ist Pianistin. Ihre Großmutter Beata Vasiliauskaitė-Šmidtienė (* 1941) ist Geigerin, die an der Litauischen Musikakademie lehrte.
Gražinytė-Tyla besuchte die 27. Mittelschule Vilnius (jetzt Jonas-Basanavičius-Gymnasium) in Naujamiestis. Dort hatte sie erweiterten Französischunterricht. Zunächst hatte sie Kunstunterricht, erst später wechselte sie zur Musik und absolvierte die Čiurlionis-Kunstschule, wo sie als Chordirigentin ausgebildet wurde.
Nach dem Abitur 2004 studierte Gražinytė-Tyla zuerst Chor- und erst dann Orchesterdirigieren (im Bachelorstudiengang) an der Universität für Musik und darstellende Kunst in Graz (Österreich), beim Erasmus-Programm am Konservatorium in Bologna, dann an der Musikhochschule Leipzig bei Ulrich Windfuhr und an der Zürcher Hochschule der Künste bei Johannes Schläfli. Gražinytė-Tyla besuchte Meisterkurse bei Herbert Blomstedt, David Zinman, Peter Gülke und Christian Ehwald.
Nach einem Seminar bei Kurt Masur in Bonn arbeitete Gražinytė-Tyla als seine Assistentin beim Orchestre National de France. 2009 wurde Gražinytė-Tyla in die Förderung des Dirigentenforums des Deutschen Musikrates aufgenommen. 2010 erfolgte ihr Operndebüt mit La traviata am Theater Osnabrück. 2011/12 arbeitete sie als Zweite Kapellmeisterin beim Theater und Orchester Heidelberg und wechselte 2013/14 als Erste Kapellmeisterin an das Konzert Theater Bern. Ab der Spielzeit 2015/16 war Mirga Gražinytė-Tyla bis zum Ende der Spielzeit 2016/2017 Musikdirektorin des Salzburger Landestheaters. In den Vereinigten Staaten arbeitete sie mit dem Los Angeles Philharmonic in Spielstätten wie der Walt Disney Concert Hall und der Hollywood Bowl. Sie arbeitete als Dirigentassistentin (Saison 2014/15) und als assoziierte Dirigentin (2016/17) beim Los Angeles Philharmonic.
Im September 2016 wurde Mirga Gražinytė-Tyla als Nachfolgerin von Andris Nelsons Chefdirigentin beim City of Birmingham Symphony Orchestra (CBSO). Damit wurde sie die erste Frau in dieser Position und die dritte Chefdirigentin eines bedeutenden britischen Orchesters. Im Januar 2021 wurde bekannt gegeben, dass Gražinytė-Tyla ihre Tätigkeit als Chefdirigentin des CBSO mit Ablauf der Saison 2021/22 beenden und danach als erste Gastdirigentin des Orchesters fungieren werde.
Als Gastdirigentin war sie zu zahlreichen Orchestern in ganz Europa eingeladen.

## Auszeichnungen
- 1. Preisträgerin beim internationalen Wettbewerb für junge Chordirigenten in Budapest (Ungarn), 2007[20]
- 3. Preisträgerin beim internationalen Dirigierwettbewerb 2008 in Stavanger[21]
- 2. Platz beim Wettbewerb 2011 in Leipzig, Preis: Konzert mit dem Mitteldeutschen Rundfunk
- 2012: Salzburg Festival Young Conductors Award bei den Salzburger Festspielen (der ihr eine Zusammenarbeit mit dem Gustav Mahler Jugendorchester ermöglichte)[22]
- 2012–2013: Dudamel Fellowship beim Los Angeles Philharmonic
- 2018: Österreichischer Musiktheaterpreis in der Kategorie Beste musikalische Leitung für Mozarts Idomeneo, Rè di Creta am Salzburger Landestheater[23]
- 2020: Opus Klassik, Kategorie Dirigentin des Jahres, für Weinberg: Symphonies NOS. 2 & 21
- 2024: Würth-Preis der Jeunesses Musicales Deutschland[24]

## Diskografie (Auswahl)
- 2019: Works by Raminta Šerkšnytė, Litauisches Nationales Symphonieorchester unter Giedrė Šlekytė und Kremerata Baltica unter Mirga Gražinytė-Tyla, Deutsche Grammophon